# Инволютивная матрица
Инволютивная матрица — матрица, обратная самой себе, то есть, матрица {\displaystyle A}, для которой выполнено {\displaystyle A^{2}=E}.

## Свойства
- Все инволютивные матрицы являются квадратными корнями из единичной матрицы.
- {\displaystyle n\times n}-матрица {\displaystyle A} инволютивна тогда и только тогда, когда {\displaystyle {\tfrac {1}{2}}(A+E)} — идемпотентная матрица.
- Инволютивная симметричная матрица является ортогональной матрицей, она представляет  изометрию соответствующего линейного пространства.
- Блочно-диагональная матрица, состоящая из инволютивных матриц, также является инволютивной.
- Матрица, транспонированная к инволютивной, также инволютивна.
- Если матрица обладает любыми двумя из свойств: симметричность, ортогональность, инволютивность, то она обладает и третьим[1].

## Примеры
Матрица отражения является примером инволютивной матрицы.
Единичная матрица инволютивна. 
Другие примеры инволютивных матриц:
{\displaystyle {\begin{pmatrix}1&0&0\\0&0&1\\0&1&0\end{pmatrix}}} (матрица, меняющая строку местами)
{\displaystyle {\begin{pmatrix}+1&0&0\\0&-1&0\\0&0&-1\end{pmatrix}}} (матрица знака).
Также, например, инволютивны все 2×2-матрицы вида:
{\displaystyle \mathbf {A} ={\begin{pmatrix}a&b\\{\frac {(1-a^{2})}{b}}&-a\end{pmatrix}}}.